# Любомира Казанова
Любомира Милкова Казанова е българска състезателка по художествена гимнастика, бронзова медалистка от Олимпийските игри в Рио де Жанейро (2016) с ансамбъла на България.

## Биография
Любомира Казанова е българска състезателка по художествена гимнастика, родена на 23 май 1996 г. Баща ѝ е известният български състезател по кану-каяк Милко Казанов. През 1996 г. Милко Казанов става бронзов медалист в кану-каяка от олимпийските игри в Атланта, като посвещава медала си на новородената си дъщеря Любомира.

## Включване в ансамбъла
След инцидента с Цветелина Cтоянова – гимнастичката, която се хвърли от шестия етаж на блока си в „Надежда“, Любомира Казанова се включва като резерва в ансамбъла и заема мястото за Европейското първенство в Израел, както и за Олимпиадата в Рио де Жанейро, което се оказва и последното състезание за тази формация на ансамбъла.

## Европейско първенство в Израел
Ансамбълът на България по художествена гимнастика става пети на Европейското първенство в Израел.
Състезанието започва с гаф за българките, след като им е пусната грешна музика и се налага да излязат от терена, докато им подготвят правилната.
Те получават по-висока оценка на съчетанието с обръчи и бухалки – 18.00, а на 5 ленти оценката им е под 17.850 след допуснати неточности.
Българките, в състав Михаела Маевска, Ренета Камберова, Цветелина Найденова, Христиана Тодорова и Любомира Казанова, завършват със сбор от 35.850 точки.
Русия става европейски шампион с 37.408 точки. Сребърните медали печелят състезателките на Беларус с 36.849, а ансамбълът на Израел взима бронза с 36.549.

## Олимпиадата в Рио
Българският ансамбъл печели бронзов медал в многобоя на олимпийския турнир по художествена гимнастика в Рио де Жанейро. Така гимнастичките носят трето отличие на България от Рио след среброто на Мирела Демирева в скока на височина и бронза на Елица Янкова в категория до 48 килограма в турнира по борба за жени.
Михаела Маевска, Християна Тодорова, Ренета Камберова, Цветелина Найденова и Любомира Казанова изпълняват страхотно съчетанията си на финала и събират сбор от 35.766 точки.
Възпитаничките на Ина Ананиева получават оценки от 17.700 точки на пет ленти и 18.066 точки на два обръча и три чифта бухалки.
Това е първо отличие за български ансамбъл от олимпиада след бронза в Атина 2004.
Българките и испанките единствени не допускат грешки в двете си композиции, докато Русия има изпускане в изпълнението си на пет ленти.
Олимпийски шампион става Русия със сбор от 36.233 точки, а на второ място завършва Испания с 35.766 точки.
Испания и България са с равен сбор от 35.766 точки, но испанките са втори, тъй като имат по-висока оценка за изпълнение в първото съчетание на ленти. Испания получава 8.900 точки за изпълнение, а България – 8.800.
Рускините Вера Бирюкова, Анастасия Близнюк, Анастасия Максимова, Анастасия Татарева и Мария Толкачева защитават титлата си, въпреки че единствени от призорките допуснаха грешки.
Русия има златни медали от 2000, 2004, 2008 и 2012 година, а през 1996 година завършва на трето място.
Челната шестица допълват Италия, Беларус и Израел.
Крайно класиране, многобой ансамбли:
1. Русия (Вера Бирюкова, Анастасия Близнюк, Анастасия Максимова, Анастасия Татарева и Мария Толкачева) – 36.233 точки (17.600 точки на пет ленти и 18.633 точки на два обръча и три чифта бухалки)
2. Испания (Сандра Агуилар, Артеми Кастро, Елена Лопес, Лурдес Мохедано, Алехандра Куереда) – 35.766 (17.800 и 17.966)
3. БЪЛГАРИЯ (Михаела Маевска, Християна Тодорова, Ренета Камберова, Цветелина Найденова и Любомира Казанова) – 35.766 (17.700 и 18.066)
4. Италия – 35.549
5. Беларус – 35.299
6. Израел – 34.549
7. Украйна – 34.282
8. Япония – 34.200

## Отказване
Въпреки че печели бронз от олимпийските игри в Рио, се оказва, че в Бразилия Любомира е играла с травма: „На тренировка изкълчих глезена, но ми казаха, че е само навехнат. В Рио обаче болката не отшумя, но стисках зъби, защото ми се даде шанс, който почти никой не получава“, разказва тя. „Кракът ми ще се оправи след 3 – 4 месеца, но не успях да се впиша сред новите момичета. Приятно ми е с тях, но просто не се чувствах на мястото си“, обяснява тя решението си да се оттегли от спорта едва на 20-годишна възраст.